# 加藤慎太郎
加藤 慎太郎（かとう しんたろう、1999年10月18日 - ）は、東京都江戸川区出身のプロサッカー選手。Jリーグ・FC岐阜所属。ポジションはディフェンダー。

## 略歴
小学校～高校まで三菱養和のアカデミーに在籍。高校卒業後は専修大学に進学した。2021年10月、2022年シーズンからのブラウブリッツ秋田加入内定が発表された。
2022年4月27日、J2リーグ第12節のファジアーノ岡山FC戦で後半途中から出場し、プロデビューを飾った。
2023年、ヴァンラーレ八戸に期限付き移籍。
2025年、ヴァンラーレ八戸に完全移籍。
2025年8月、FC岐阜に期限付き移籍。

## 所属クラブ
- フレンドリーSC
- 三菱養和巣鴨ジュニア (江戸川区立第六葛西小学校)
- 三菱養和巣鴨ジュニアユース (江戸川区立西葛西中学校)
- 三菱養和ユース (都立板橋高校)
- 専修大学体育会サッカー部
- 2022年 - 2024年  ブラウブリッツ秋田
  - 2023年 - 2024年  ヴァンラーレ八戸 （期限付き移籍）
- 2025年 -  ヴァンラーレ八戸
  - 2025年8月 -  FC岐阜（期限付き移籍）

## 個人成績
| 国内大会個人成績 | 国内大会個人成績 | 国内大会個人成績 | 国内大会個人成績 | 国内大会個人成績 | 国内大会個人成績 | 国内大会個人成績 | 国内大会個人成績 | 国内大会個人成績 | 国内大会個人成績 | 国内大会個人成績 | 国内大会個人成績 |
| 年度             | クラブ           | 背番号           | リーグ           | リーグ戦         | リーグ戦         | リーグ杯         | リーグ杯         | オープン杯       | オープン杯       | 期間通算         | 期間通算         |
| 年度             | クラブ           | 背番号           | リーグ           | 出場             | 得点             | 出場             | 得点             | 出場             | 得点             | 出場             | 得点             |
| 日本             | 日本             | 日本             | 日本             | リーグ戦         | リーグ戦         | リーグ杯         | リーグ杯         | 天皇杯           | 天皇杯           | 期間通算         | 期間通算         |
| ---------------- | ---------------- | ---------------- | ---------------- | ---------------- | ---------------- | ---------------- | ---------------- | ---------------- | ---------------- | ---------------- | ---------------- |
| 2022             | 秋田             | 20               | J2               | 3                | 0                | -                | -                | 1                | 0                | 4                | 0                |
| 2023             | 八戸             | 19               | J3               | 28               | 2                | -                | -                | 1                | 0                | 29               | 2                |
| 2024             | 八戸             | 19               | J3               | 13               | 2                | 2                | 0                | 1                | 0                | 16               | 2                |
| 2025             | 八戸             | 19               | J3               | 1                | 0                | 0                | 0                | -                | -                | 1                | 0                |
| 2025             | 岐阜             | 20               | J3               |                  |                  | -                | -                | -                | -                |                  |                  |
| 通算             | 日本             | 日本             | J2               | 3                | 0                | -                | -                | 1                | 0                | 4                | 0                |
| 通算             | 日本             | 日本             | J3               | 42               | 4                | 2                | 0                | 1                | 0                | 46               | 4                |
| 総通算           | 総通算           | 総通算           | 総通算           | 45               | 4                | 2                | 0                | 2                | 0                | 50               | 4                |

出場歴
- Jリーグ初出場:2022年4月27日 J2第12節 ファジアーノ岡山戦（ソユースタジアム）
- Jリーグ初得点:2023年5月14日 J3第10節 いわてグルージャ盛岡戦（プライフーズスタジアム）

## 代表・選抜歴
- 2018年 U-19日本代表[6]
- 2018年 U-19全日本大学選抜EAST[7]

## 人物
- 父はバスケットボール、母はバレーボール選手であった。母親の家系には高身長者が多い[8]